# Westergau (Thüringen)
Der Westergau (auch Westergowe) war ein mittelalterlicher Gau im heutigen westlichen Thüringen und nordöstlichen Hessen.

## Geographie

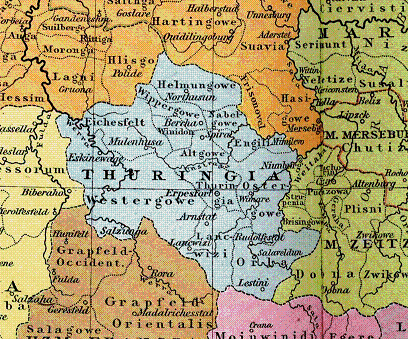
Der Westergau im westlichen Thüringen

Die nördliche Grenze des Westergaues lag in einem Bogen zwischen Mühlhausen an der Unstrut und Wanfried an der Werra und schloss Teile des heutigen Werra-Meißner-Kreises ein. Im Süden reichte der Gau bis an den nördlichen Rand des Thüringer Waldes und an die Werra bei Bad Salzungen.  Eine genaue Abgrenzung der Gaue ist schwierig, da sich zu unterschiedlichen Zeiträumen die Zugehörigkeiten und auch die Bezeichnungen geändert haben.

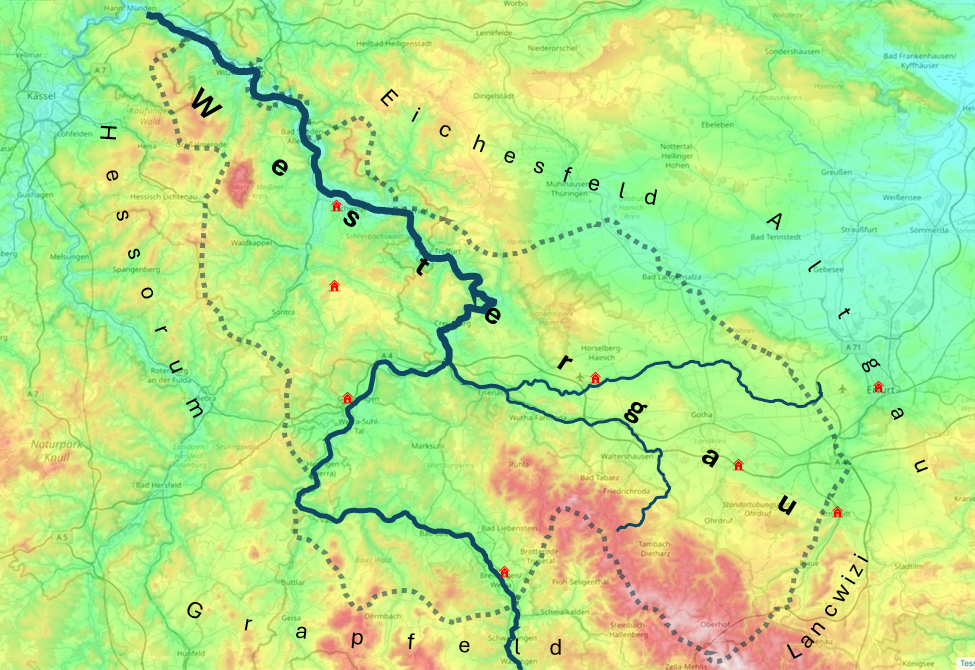
Zentrale Flüsse und Königspfalzen im Westergau

Historisch lag der Westergau in der fränkischen Provinz Südthüringen und bildete im Gegensatz zum Ostergau die westliche Grenze. Nachbargaue und nahe Gaue waren: die Germar-Mark und der Eichsfeldgau im Norden, der Altgau und Längwitzgau im Osten, der ostfränkische Grabfeldgau (Süden) und der fränkische Hessengau im Westen. 
Untergeordnete Gaue waren vermutlich der Hörselgau, der Lupnitzgau und der Ringgau, welcher ab dem 13. Jahrhundert zu Hessen kam.
Nach Schulte hatte der Westergau sogar 5 Untergaue: den Westergau, Lupnitzgau, Ringgau, Gerstengau und einen weiteren Gau unbekannten Namens.

## Geschichte
Nach Karl C. Leutsch wurde der Westergau zusammen mit dem Altgau im Jahre 932 schriftlich erwähnt und zählt dort Orte zwischen Langensalza und Hörschel an der Werra auf. Im Jahr 1017 schenkt Otto II. dem Kloster Kaufungen den Hof Heroldishausen im Westergau in der Grafschaft des Hemezo.
Gaugrafen waren unter anderem Wigger II., Meginward oder Meinhard, Hemezo Ludwig.